# Tellina rhodora
Tellina rhodora is een tweekleppigensoort uit de familie van de Tellinidae. De wetenschappelijke naam van de soort is voor het eerst geldig gepubliceerd in 1845 door Hinds.